# نیدرلبرت
نیدرلبرت (به آلمانی: Niederelbert) یک شهر در آلمان است که در وستروالدکرایس واقع شده‌است. نیدرلبرت ۱٬۶۱۸ نفر جمعیت دارد.